# Siegmar Lathan

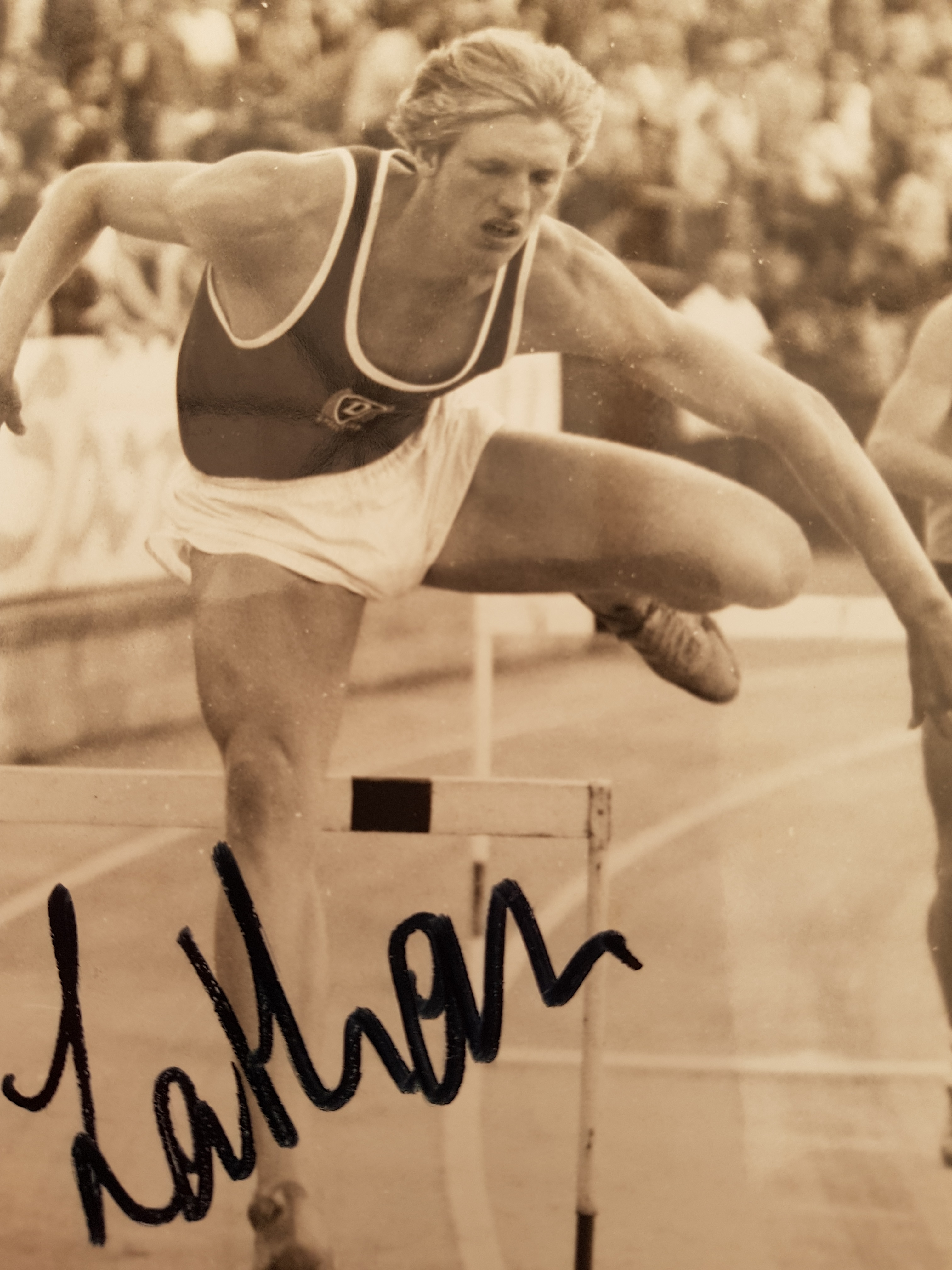
400-Meter-Hürdenlauf im Juni 1978 in Dresden

Siegmar Lathan (* 10. April 1955 in Aschersleben) ist ein ehemaliger deutscher Sprinter in der Leichtathletik vom SC Dynamo Berlin.

## Leben
Mit dem Training begann er 1966 bei der SG Dynamo Aschersleben. Werner Tessmann war es, der ihm Grundlagen für Hürdentechnik und seine weitere sportliche Entwicklung vermittelte. Im September 1969 wurde er zum SC Dynamo Berlin delegiert. Er wurde Angehöriger der Volkspolizei, studierte extern von 1976 bis 1981 an der Offiziersschule Aschersleben und erhielt den Abschluss als „Staatswissenschaftler“. Nach Ende seiner Leistungssportlaufbahn arbeitete er von 1980 bis 1984 im Präsidium der Deutschen Volkspolizei als Sportoffizier. Ab Mai 1984 arbeitete Lathan im TZ Dynamo Brandenburger Tor als Schwimmtrainer und studierte von 1987 bis 1989 extern Sportwissenschaft an der Humboldt-Universität zu Berlin.
Von 1979 bis 1982 war S. Lathan mit der 400-Meter-Läuferin (Olympiasiegerin und Weltrekordhalterin) Christina Lathan (geb. Brehmer) verheiratet. Während ihrer Ehe wurde 1981 ihr Sohn Maik geboren.

## Sportliche Karriere
Im Jahr 1969 begann Lathan beim Sprintcheftrainer Gerhardt Schmolinsky mit dem 110-Meter-Hürdentraining. Ab 1971 übernahm ihn Klaus-Peter Mikolajczyk und schließlich 1974 begann er mit dem Training zum 400-Meter-Lauf.
Zu Wettkampfzeiten war Siegmar Lathan eine auffällige Figur. Besonders auffällig waren seine koordinativen Fähigkeiten bei einer Körpergröße 1,98 m und 92 kg.

## Sportliche Erfolge
| 1972                                                                          | 1972     |
| ----------------------------------------------------------------------------- | -------- |
| DDR-Hallenmeisterschaften in Berlin: 4 × 1 Runde                              | 1. Platz |
| Kinder- und Jugendspartakiade der DDR Berlin: 110 m Hürden                    | 3. Platz |
| Kinder- und Jugendspartakiade der DDR Berlin: 4 × 400 m (3:18,1 s DDR-Rekord) | 1. Platz |
| 1973                                                                          |          |
| DDR-Hallenmeisterschaften der Junioren in Berlin: 4 × 2 Runden                | 1. Platz |
| DDR-Hallenmeisterschaften der Junioren in Berlin: 50 m Hürden                 | 2. Platz |
| DDR-Meisterschaften der Junioren in Dresden: 110 m Hürden                     | 3. Platz |
| DDR-Meisterschaften der Senioren in Senftenberg: 4 × 1 Runde                  | 1. Platz |
| 1974                                                                          |          |
| DDR-Hallenmeisterschaften der Junioren in Senftenberg: 60 m Hürden            | 1. Platz |
| DDR-Hallenmeisterschaften der Junioren in Senftenberg: 4 × 1 Runde            | 1. Platz |
| DDR-Meisterschaften in Leipzig: 4 × 400 m                                     | 3. Platz |
| Dynamo-Spartakiade in Berlin: 110 m Hürden (13,8 s)                           | 1. Platz |
| Dynamo-Spartakiade in Berlin: 4 × 400 m                                       | 1. Platz |
| Dynamo-Spartakiade in Berlin: 400 m                                           | 2. Platz |
| 1975                                                                          |          |
| Europa-Pokal Semifinale in Leipzig: Männermannschaft und 4 × 400 m            | 1. Platz |
| Europa-Pokal in Nizza: Männermannschaft                                       | 1. Platz |
| Internationales Meeting in Potsdam: 400 m (45,9 s)                            | 1. Platz |
| DDR-Meisterschaften in Erfurt: 400 m                                          | 2. Platz |
| 1976                                                                          |          |
| Internationale Algerische Meisterschaften in Algier: 200 m                    | 1. Platz |
| Internationale Algerische Meisterschaften in Algier: 400 m                    | 2. Platz |
| Snamenski-Memorial in Sotschi: 400 m                                          | 3. Platz |
| DDR-Meisterschaften in Karl-Marx-Stadt: 400 m                                 | 3. Platz |
| 1977                                                                          |          |
| DDR-Meisterschaften in Dresden: 400 m                                         | 3. Platz |
| 1978                                                                          |          |
| Dynamo-Spartakiade in Bukarest: 200 m                                         | 2. Platz |
| Dynamo-Spartakiade in Bukarest: 4 × 400 m                                     | 2. Platz |
| Dynamo-Spartakiade in Bukarest: 4 × 100 m                                     | 3. Platz |
| „Goldene Spikes“ in Ostrava: 400 m                                            | 3. Platz |
| 1979                                                                          |          |
| DDR-Meisterschaften in Karl-Marx-Stadt: 4 × 100 m                             | 2. Platz |
| 1980                                                                          |          |
| DDR-Meisterschaften in Cottbus: 4 × 100 m (40,07 s)                           | 1. Platz |